# 엘리제궁

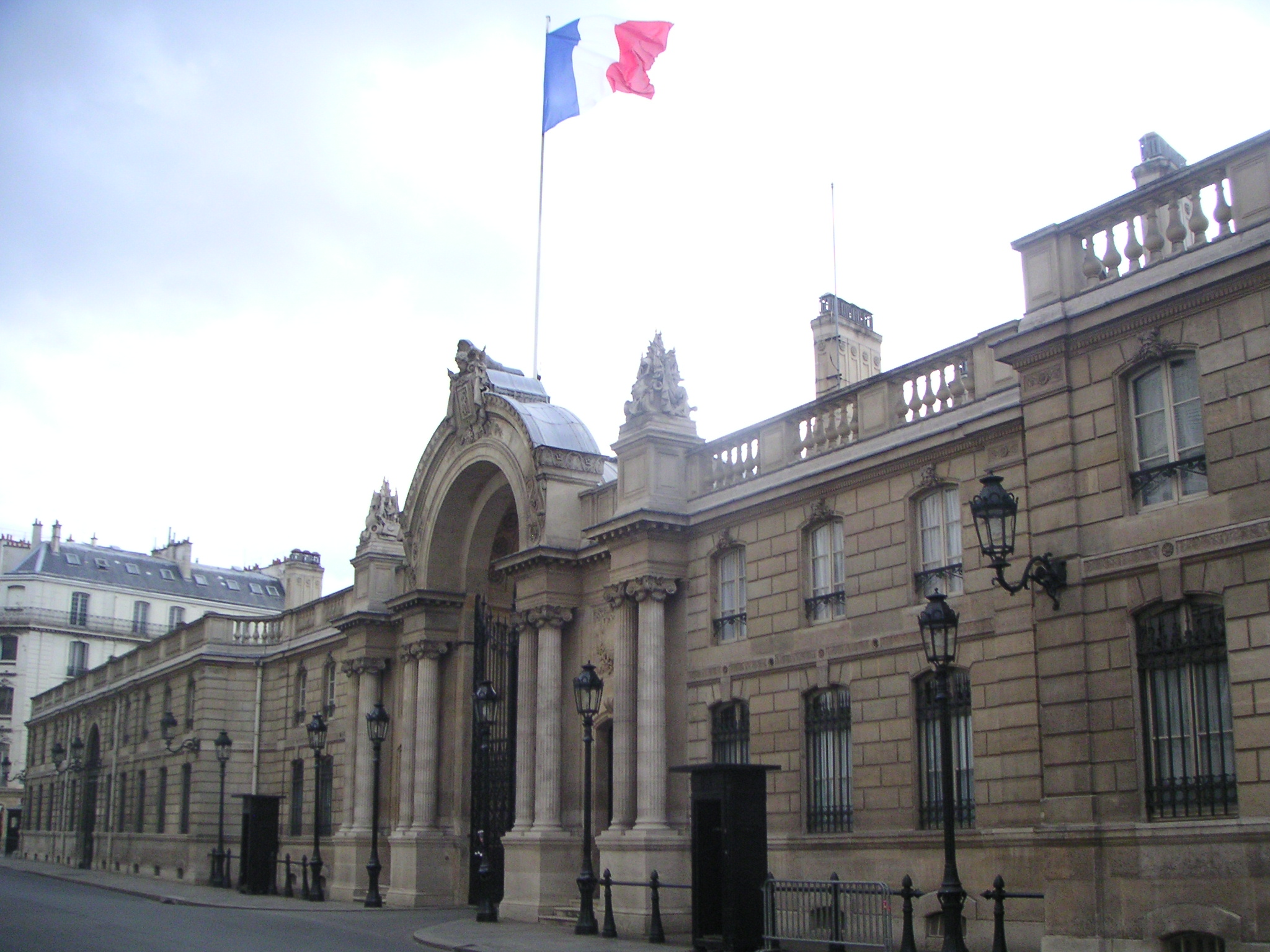
엘리제 궁전 입구

엘리제궁(프랑스어: Palais de l'Élysée)은 프랑스 대통령의 공식 관저로서 대통령 사무소가 위치했으며 장관 회의도 이곳에서 열린다. 중요한 외국 인사의 방문 시에는 인근의 오텔 드 마리니(프랑스어: Hôtel de Marigny)가 숙소로 사용된다. 사실 여기서의 호텔이란 우리가 생각하는 호텔이 아니라 궁전 부속 거주지 격에 해당하므로 격이 다르다.
엘리제 궁은 넓은 궁전으로도 유명하여 대통령과 저명 인사들의 파티 장소로도 자주 쓰인다. 지금의 대통령궁 주인은 에마뉘엘 마크롱 대통령이다.

## 역사
건축가 '아르망 클로드 몰레'(프랑스어: Armand-Claude Mollet)가 현재 궁이 위치한 마을의 소유권과 도로 땅을 소유하고 있던 것으로 전한다. 이곳은 룰(Roule) 마을로서 파리의 서쪽 지역에 해당한다. 때문에 왕실의 건축에도 차질이 일어났다고 한다. 가장 큰 문제는 그가 소유하던 통로였는데 왕정이 이를 사들이지 못했던 탓에 대법원과 기존의 엘리제 궁전 부지와 연결 차질이 빚어진 것이었다.
1718년 그는 '앙리 드 라 투르 도베르뉴'(Henri-Louis de la Tour d'Auvergne)에게 앞은 궁정, 건물 뒷부분은 정원으로 자신이 건축을 한다는 조건으로 땅을 처분하였다. 건축은 1722년까지 부속 장식까지 완성이 되었지만, 지속적인 건축 양식 보수와 내부 수리를 통해 현재까지도 가장 고전적인 건축 양식을 나타내고 있다.
1753년 아르망이 죽을 때까지 엘리제 궁은 파리 전역을 통틀어 가장 격식이 높은 건물로 꼽혔다. 이에 루이 15세가 애첩이었던 '퐁파두르'(Marquise de Pompadour)에게 선물하였다. 그녀를 혐오하던 자들은 이에 "왕의 매춘부가 사는 곳"이라고 써있는 팻말을 들고 불만을 표출했다고 한다.
그녀가 죽고 왕가 재산으로 엘리제 궁이 계속 쓰였다. 이후 1773년 당대 프랑스 최고 부자이자 궁정을 상대로 은행업을 하던 '니콜라 보종'(Nicolas Beaujon)이 궁을 사들였다. 당시까지만해도 파리 시라는 독립구획이 존재하지 않았기 때문에 그는 정·재계를 통튼 자신의 실세를 뽐내고자 건물을 사들여 수많은 명작을 장식하였다. 건물 양식을 보강하기 위해서 그는 건축가 에티엔 루이 부리에를 고용하여 영국풍의 정원과 건물 전체에 보수 작업을 펼쳤다.

#### 국가 소유
건축이 완료될 무렵 여러 명작이 전시되게 되었다. 대표적인 것으로는 한스 홀바인의 "대사들"(The Ambassadors)과 현재에는 루브르 박물관 소장되어 있는 프란츠 할스의 "보헤미안" 등이 있다. 그가 생애 엘리제 궁전에 들인 예술적 영감과 건축 보수는 당대 뿐 아니라 후대에서도 국제적으로 엘리제 궁의 아름다움을 한껏 드높이게 하였다. 그는 죽을 때까지 엘리제 궁을 소유해오다 루이 16세에게 궁전을 양도하였다.
프랑스 혁명과 나폴레옹의 통치 기간에는 주요 가구 창고와 인쇄공장, 무도회장 등으로 요긴하게 쓰였다. 1814년 제정 러시아의 코사크 기병군은 파리를 점령했을 때 엘리제 궁에 머물렀다.
나폴레옹 보나파르트 대에 들어서야 엘리제 궁은 정부 공식 관저로서의 형식적 지위를 획득한다. 2차 공화국에 들어서는 엘리제 국립 궁이라는 이름을 얻었고 프랑스 대통령의 공식 관저로 공인된다.
1853년 나폴레옹의 지배가 사실상 끝나면서 나폴레옹 3세가 건축가 '조셉 외젠 라크로와'(Joseph-Eugène Lacroix)에게 엘리제 궁의 대대적인 보수 공사를 맡기고 인근의 궁으로 거처를 잠시 옮긴다. 하지만 공사 기간 동에도 그는 애첩들과 엘리제 궁에서 여러 시간을 보냈다고 한다. 지금은 없어졌지만 두 거처 사이의 비밀 통로를 통해 서로 만났다고 전한다. 1867년 라크로와가 공사를 완공하면서 엘리제 궁전의 외형적 모습은 지금껏 보존되고 있다.

### 대통령궁으로서의 역사

Palais de l'Élysée, Paris.

1870년에 공화제가 다시 들어서면서 궁전은 다시금 대통령궁으로서 권위를 되찾는다.
1차 세계대전 당시에는 인근의 동물원에서 탈출한 고릴라가 궁전에 난입하는 소동이 벌어져서 레몽 푸앵카레 대통령의 영부인이 끌려가는 상황까지 벌어졌다고 한다. 궁전 경호원들에 의해 저지당했다.

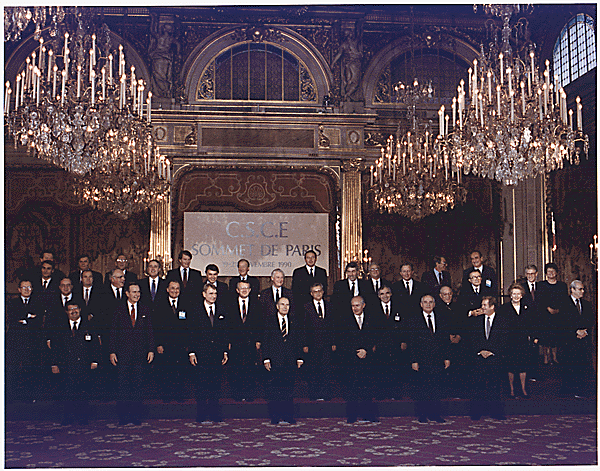
1990년 유럽안보 및 협력 회의(CSCE) 기념 사진

1920년 정신착란증 증세로 사임한 폴 데샤넬 대통령은 고릴라가 이때 벌였던 행각에 너무도 심취해서 그 상황을 CSCE 회의 동안 나무에 올라가 직접 연출하고 말았다.
이후 엘리제 궁은 2차 세계 대전 동안 판자 따위로 둘러싸여있다가 전후에도 계속 빈 상태로 방치되었다. 1959년부터 제5공화국의 샤를 드골 대통령이 머물렀으며 사생활이 아닌 정계의 영향이 미치는 그 본연의 모습을 되찾도록 만들었다. 사실 그는 인근에 또다른 궁전을 두고 있었으므로 엘리제 궁에서 굳이 개인적인 일을 볼 필요가 없었다고 한다.
사회주의 대통령이던 미테랑 대통령은 거의 사적 공간으로 대통령궁을 사용하지 않은 것으로 유명하다. 심지어 그는 공식 업무가 끝나고 밤이 되면 그의 사택으로 돌아가기를 선호했다고 한다.
대조적으로 후임자인던 시라크 대통령은 1995년에서 2007년까지 2번의 임기 동안 대부분의 시간을 엘리제 궁에 머물렀다.
시라크 대통령은 대통령궁의 예산을 105% 증가시켜 9천만 유로에 달하는 비용을 썼다고 하는데 매년 백만 유로가 엘리제 궁에 초대받은 사람들의 음료 값에 해당할 정도라고 한다. 이외에 690만 유로는 대통령궁 직원들의 특별 급여, 610만 유로는 시라크 대통령이 임기 당시 고용했던 특별 직원의 급여로 사용되었다. 1995년 그가 취임한 이후 프랑스 대통령직의 급여는 81,012유로에 달한다.
2007년 프랑스 대선을 통해 새 주인으로 자리 잡은 사르코지 대통령은 엘리제 궁에서 머물 것을 밝혔다. 그러나 그의 전 아내이던 세실리아는 그의 대통령궁 생활에 강한 의심을 표현해 주목을 받았고 실질적으로 엘리제 궁전에 머물지 않았다. 10월 18일자로 사르코지와 세실리아는 이혼했다고 한다. 사실 대통령이 된 뒤에도 두 사람은 단 한 번도 대통령궁에서 머물지 않았다. 가장 최근에는 2007년 사르코지 대통령의 휴가 때 그는 9월부터 가족 모두와 함께 궁으로 들어올 것을 밝혔다. 하지만 그는 결코 그렇지 않아서 그의 아파트에 살고 있다.
지금은 에마뉘엘 마크롱 대통령이 살고 있다.